# 都灵大学
都灵大学（義大利語：Università degli Studi di Torino，縮寫：UNITO），位于意大利第三大城市、皮埃蒙特大区的首府都灵市。

## 历史
1404年正式建校，是意大利最著名的大学之一，同时也是欧洲最古老的大学之一。 

## 院系
都灵大学设有12个学院：
- 经济与管理学院
- 农学院
- 药学院
- 法学院
- 文学院
- 理学院
- 外语学院
- 医学院
- 兽医学院
- 心理学院
- 教育学院
- 政治学院

## 著名校友

### 诺贝尔奖
- 1969: 萨尔瓦多·卢里亚 (1969年诺贝尔生理学或医学奖)
- 1975: 罗纳托·杜尔贝科 (1975年诺贝尔生理学或医学奖)
- 1986: 丽塔·列维-蒙塔尔奇尼 (1986年诺贝尔生理学或医学奖)

### 其他校友
- 德西德里乌斯·伊拉斯谟，文藝復興時期尼德兰人文主义思想家和神学家。
- 约瑟夫·拉格朗日，義大利數學家。
- 阿梅代奥·阿伏伽德罗，義大利化學家，提出分子概念及原子、分子区别等重要化学问题。提出阿伏伽德罗定律。
- 维尔弗雷多·帕累托，義大利經濟學家，提出帕累托分佈。
- 朱塞佩·皮亞諾，義大利數學家和邏輯學家，集合理論和符號邏輯的先驅，提出了著名的自然數公理化系統。
- 安东尼奥·葛兰西，意大利哲学家，马克思主义者，意大利共产党创始人之一，以其文化霸权论闻名。
- 翁貝托·埃可，意大利作家、文學評論者、哲學家、符號學家。著有《玫瑰之名》。
- 伊塔罗·卡尔维诺，意大利作家。
- 路易吉·艾瑙迪，前意大利共和国总统。
- 朱塞佩·萨拉盖特，前意大利共和国总统。
- 乔吉奥·基耶利尼，意大利足球运动员。

## 画廊

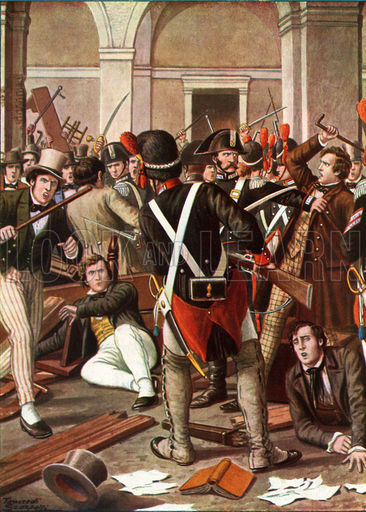
1821年都灵大学学生运动
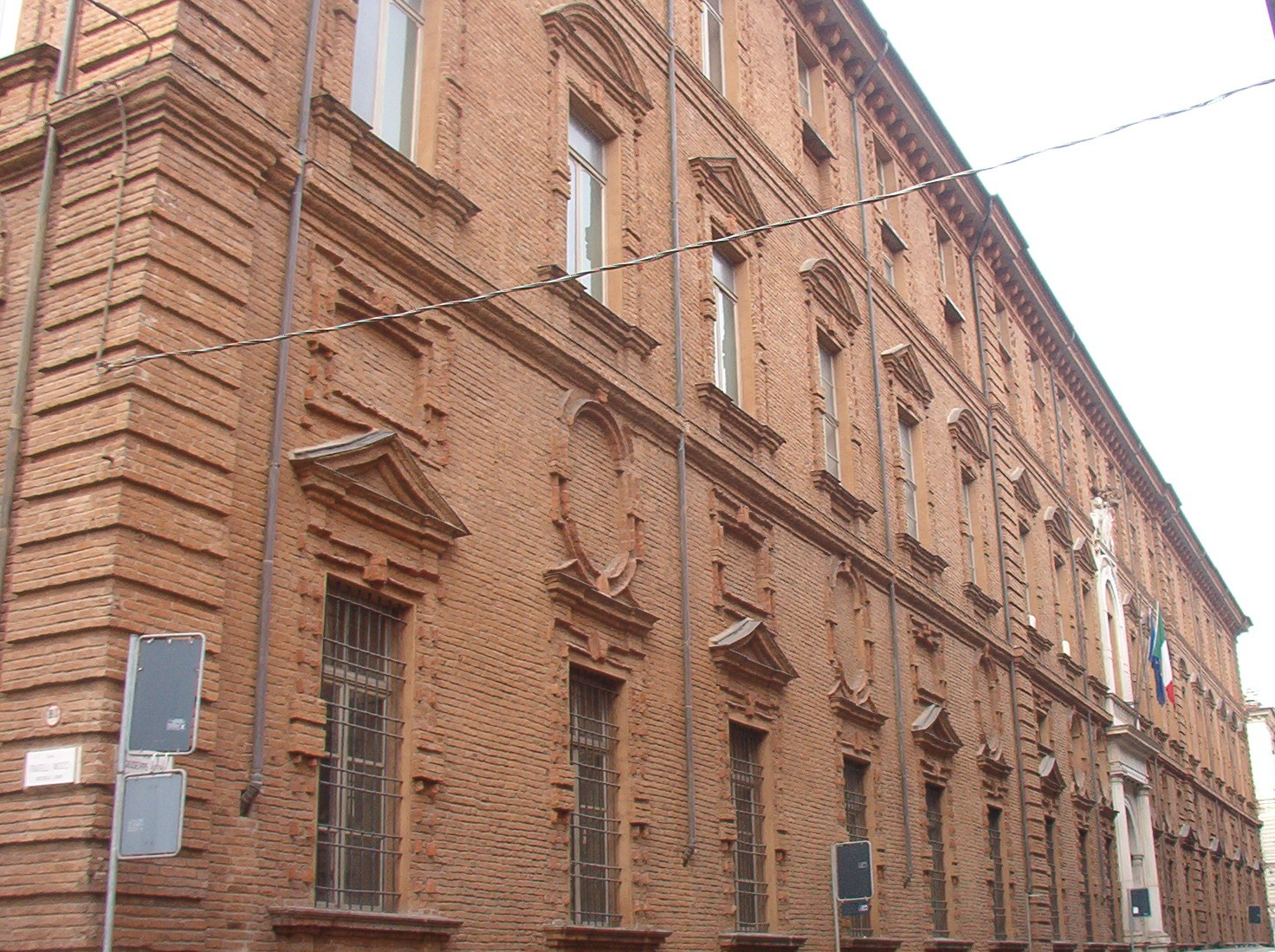
都灵大学教学楼